# 蘇特冰川
73°31′S 167°10′E / 73.517°S 167.167°E
蘇特冰川（英語：Suter Glacier），是南極洲的冰川，位於維多利亞地的博克格雷溫克海岸，最終在斯帕圖利特嶺以南注入紐恩斯夫人灣，以新西蘭科學家命名，現時由南極條約體系管理。